# Chrysolina baronii
Chrysolina baronii é uma espécie de artrópode pertencente à família Chrysomelidae.